# J. Walter Kennedy Citizenship Award
J. Walter Kennedy Citizenship Award – nagroda przyznawana zawodnikowi, trenerowi bądź członkowi zarządu przez ligę NBA za jego działalność charytatywną. Po raz pierwszy została przyznana po zakończeniu sezonu 1974/1975. 
* – Ex aequo
| Sezon   | Zawodnik         | Drużyna                |
| ------- | ---------------- | ---------------------- |
| 1974/75 | Wes Unseld       | Washington Bullets     |
| 1975/76 | Slick Watts      | Seattle SuperSonics    |
| 1976/77 | Dave Bing        | Washington Bullets     |
| 1977/78 | Bob Lanier       | Detroit Pistons        |
| 1978/79 | Calvin Murphy    | Houston Rockets        |
| 1979/80 | Austin Carr      | Cleveland Cavaliers    |
| 1980/81 | Mike Glenn       | New York Knicks        |
| 1981/82 | Kent Benson      | Detroit Pistons        |
| 1982/83 | Julius Erving    | Philadelphia 76ers     |
| 1983/84 | Frank Layden     | Utah Jazz              |
| 1984/85 | Dan Issel        | Denver Nuggets         |
| 1985/86 | Michael Cooper * | Los Angeles Lakers     |
| -       | Rory Sparrow *   | New York Knicks        |
| 1986/87 | Isiah Thomas     | Detroit Pistons        |
| 1987/88 | Alex English     | Denver Nuggets         |
| 1988/89 | Thurl Bailey     | Utah Jazz              |
| 1989/90 | Doc Rivers       | Atlanta Hawks          |
| 1990/91 | Kevin Johnson    | Phoenix Suns           |
| 1991/92 | Magic Johnson    | Los Angeles Lakers     |
| 1992/93 | Terry Porter     | Portland Trail Blazers |
| 1993/94 | Joe Dumars       | Detroit Pistons        |
| 1994/95 | Joe O’Toole      | Atlanta Hawks          |
| 1995/96 | Chris Dudley     | Portland Trail Blazers |
| 1996/97 | P.J. Brown       | Miami Heat             |
| 1997/98 | Steve Smith      | Atlanta Hawks          |
| 1998/99 | Brian Grant      | Portland Trail Blazers |
| 1999/00 | Vlade Divac      | Sacramento Kings       |
| 2000/01 | Dikembe Mutombo  | Philadelphia 76ers     |
| 2001/02 | Alonzo Mourning  | Miami Heat             |
| 2002/03 | David Robinson   | San Antonio Spurs      |
| 2003/04 | Reggie Miller    | Indiana Pacers         |
| 2004/05 | Eric Snow        | Cleveland Cavaliers    |
| 2005/06 | Kevin Garnett    | Minnesota Timberwolves |
| 2006/07 | Steve Nash       | Phoenix Suns           |
| 2007/08 | Chauncey Billups | Detroit Pistons        |
| 2008/09 | Dikembe Mutombo  | Houston Rockets        |
| 2009/10 | Samuel Dalembert | Philadelphia 76ers     |
| 2010/11 | Ron Artest       | Los Angeles Lakers     |
| 2011/12 | Pau Gasol        | Los Angeles Lakers     |
| 2012/13 | Kenneth Faried   | Denver Nuggets         |
| 2013/14 | Luol Deng        | Cleveland Cavaliers    |
| 2014/15 | Joakim Noah      | Chicago Bulls          |
| 2015/16 | Wayne Ellington  | Brooklyn Nets          |
| 2016/17 | LeBron James     | Cleveland Cavaliers    |
| 2017/18 | José Juan Barea  | Dallas Mavericks       |
| 2018/19 | Damian Lillard   | Portland Trail Blazers |
| 2019/20 | Malcolm Brogdon  | Indiana Pacers         |